# Erhöhung (Mormonentum)
Die Erhöhung (auch ewiges Leben oder ewiger Fortschritt, englisch exaltation) ist eine Glaubenslehre im Mormonentum, besonders unter den Mitgliedern der Kirche Jesu Christi der Heiligen der Letzten Tage. Sie besagt, dass der Mensch vergöttlicht werden und in seinem Familienverbund in der Gegenwart Gottes leben kann. Das ist die höchste Stufe im himmlischen Reich.

## Inhalt der Lehre
In der Kirche Jesu Christi werden die Menschen als buchstäbliche Geistkinder eines himmlischen Vaters und einer himmlischen Mutter betrachtet. Ihnen wohnt das Potential inne, die Fähigkeiten und die Größe ihrer Eltern zu erreichen, also ihr göttliches Potential zu entfalten. Die Erhöhung umfasst, dass die Ehe ewig ist und auch mit ewiger Fortpflanzung verbunden. Erhöhung bedeutet, dass der Mensch befähigt ist und es ihm auch erlaubt ist, in der direkten Gegenwart Gottes, des himmlischen Vaters zu leben und für seine eigenen Geistkinder Welten zu schaffen. Damit ist der Mensch Erbe Gottes und Miterbe Christi.
Um sich auf die Erhöhung vorzubereiten, ist es nötig, eine Reihe von heiligen Handlungen (Sakramenten) zu empfangen und ein rechtschaffenes Leben zu führen, indem man sich charakterlich, emotional und spirituell vervollkommnet. Verkürzt wird dieser Sachverhalt gerne mit folgenden Zeilen ausgedrückt, die von Präsident Lorenzo Snow stammen: „Wie der Mensch heute ist, so war einst Gott; wie Gott heute ist, so kann der Mensch einst werden.“ Der Weg des Menschen von einem vorirdischen Dasein in der Gegenwart himmlischer Eltern bis zur Rückkehr in den göttlichen Bereich wird im Endowment dargestellt.
In diesem Bemühen spielt die Kirche eine bedeutende Rolle, da sie ihren Mitgliedern hilft, diese Vervollkommnung zu erreichen, und indem sie für die nötigen heiligen Handlungen sorgt. Wer weniger als die Erhöhung will, der benötigt eine Mitgliedschaft in der Kirche nicht. 
Es liegt in der Natur der Sache, dass Erhöhung nur als Ehepaar möglich ist. Wie Paulus sagt, ist der Mann nichts ohne die Frau und die Frau nichts ohne den Mann. Wer so gelebt hat, dass er die Erhöhung verdient, aber aus welchen Gründen immer, unverschuldet keinen Ehepartner haben konnte, wird nach diesem Leben mit einem Ehepartner gesegnet sein.

## Bezüge in den heiligen Schriften
Genesis 1,27: Und Gott schuf den Menschen zu seinem Bilde, zum Bilde Gottes schuf er ihn; und schuf sie als Mann und Frau.
Galater 4,7: So bist du nun nicht mehr Knecht, sondern Kind; wenn aber Kind, dann auch Erbe durch Gott.
Offenbarung 21,7: Wer überwindet, der wird es alles ererben, und ich werde sein Gott sein und er wird mein Sohn sein.
Lehre und Bündnisse 93,20: Denn wenn ihr meine Gebote haltet, werdet ihr von seiner Fülle empfangen und in mir verherrlicht werden wie ich im Vater; darum sage ich euch: Ihr werdet Gnade um Gnade empfangen
Lehre und Bündnisse 132,20: Dann werden sie Götter sein, weil sie kein Ende haben; darum werden sie vom Immerwährenden zum Immerwährenden sein, weil sie weiterbestehen; dann werden sie über allem sein, weil alles ihnen untertan ist. Dann werden sie Götter sein, weil sie alle Macht haben und die Engel ihnen untertan sind.

## Aussagen neuzeitlicher Propheten
Joseph Smith: Er wird vielmehr Erbe Gottes und Miterbe Jesu Christi sein. Und was bedeutet das? Es bedeutet, dass man dieselbe Macht, dieselbe Herrlichkeit, dieselbe Erhöhung ererbt, bis man den Stand eines Gottes erreicht und den Thron ewiger Macht bestiegen hat, so wie die, die schon vorangegangen sind.
John Taylor: Er stammt nicht aus einer chaotischen Masse, beweglich oder unbeweglich, sondern er ist hergekommen und besaß – im Embryonalzustand – alle Eigenschaften und alle Macht eines Gottes. Und wenn er einmal vollkommen gemacht ist und sich ganz entwickelt hat, wird er wie sein Vater sein – ein Gott, da er ja sein Abkömmling ist.
Lorenzo Snow: Ich glaube daran, dass wir die Söhne und Töchter Gottes sind und dass er uns mit der Fähigkeit ausgestattet hat, unendliche Weisheit und Erkenntnis zu erlangen, denn er hat uns einen Teil seiner selbst gegeben.
Heber J. Grant: Alle diese Aufgaben und Obliegenheiten sind dazu vorgesehen, dass sie uns in unserem Wesen Gott ähnlich machen. Sie sind dazu da, Götter aus uns zu machen und uns in die Lage zu versetzen und uns dafür bereitzumachen, dass wir, wie es uns ja verheißen ist, Miterben des Herrn und Erretters Jesus Christus werden können und durch all die zahllosen Zeitalter der Ewigkeit hindurch mit ihm in der Gegenwart Gottes, des ewigen Vaters, wohnen können.

## Bezug zur frühchristlichen Theosis
Im frühen Christentum war die Lehre der Vergöttlichung, also dass der Mensch zu einem Gott werden kann, weit verbreitet und viel diskutiert, wie einige Zitate von Kirchenvätern illustrieren.
Irenäus von Lyon: Wir waren an unserem Anfang nicht zu Göttern gemacht, sondern zuerst wurden wir zu Menschen gemacht, dann, am Ende, zu Göttern.
Clemens von Alexandria: Ja, ich sage, das Wort Gottes wurde ein Mensch, sodass du von einem Menschen lernen kannst, wie man ein Gott wird und ...wenn man sich selbst kennt, wird man Gott kennen, und Gott zu kennen, bedeutet wie Gott zu werden […] Sein ist Schönheit, wahre Schönheit, denn es ist Gott, und dass der Mensch Gott wird, da Gott es will.
Justin der Märtyrer: […] Am Anfang waren die Menschen gemacht wie Gott, frei von Leid und Tod, und daher wurden sie würdig erachtet Götter zu werden und Macht zu haben, die Söhne des Höchsten zu werden. […]
Athanasius: Das Wort wurde zum Fleisch gemacht, damit wir befähigt werden mögen, zu Göttern gemacht zu werden. […]
Augustinus von Hippo: Wenn wir also zu Söhnen Gottes gemacht wurden, dann wurden wir auch zu Göttern gemacht.